# Catherine Mulgrave

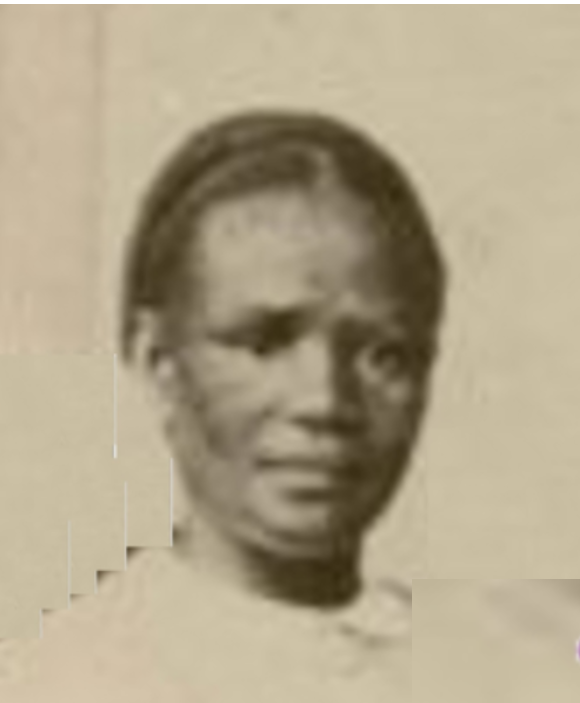
Catherine Mulgrave

Catherine Mulgrave (geboren mit dem Rufnamen Gewe 19. November 1827 vermutlich in Luanda; gestorben 14. Januar 1891 in Accra, Westafrika) war eine afrikanische Lehrerin, Schulleiterin und Katechetin in der Basler Mission. Ihr Lebensstil wurde wegweisend für christliches Frauenleben an der Goldküste.

## Leben und beruflicher Werdegang
Gewes westafrikanische Mutter Sophina hatte Schwarze und Weiße als Vorfahren, stammte aus einer angesehenen Familie und war wahrscheinlich getauft, also zum Katholizismus konvertiert. Gewes Vater stammte aus einer führenden Familie und arbeitete im Kontor eines Kaufmanns. In seiner Familie hatten alle Mitglieder christliche Namen, was auf eine Christianisierung hindeutet.
Als Sechsjährige wurde Gewe zusammen mit anderen Kindern aus der Familie von europäischen Sklavenhändlern auf ein Boot gelockt und entführt. Das Schiff mit dem Ziel Kuba strandete vor der Küste Jamaikas, wo ein Jahr vorher die Sklaverei abgeschafft worden war. Gewe wurde gerettet und nach Kingston gebracht, bis Mulgrave, der britische Gouverneur der Westindischen Inseln, und seine Frau Catherine von einer Besuchsreise nach Großbritannien zurückkehrten. Das Ehepaar adoptierte das Mädchen, es wurde getauft und erhielt den Namen Catherine Mulgrave. Ein Jahr später kehrte das Gouverneurspaar in seine Heimat zurück und konnte das Mädchen wegen dessen labilen Gesundheit nicht mitnehmen. Es besuchte eine Schule der Herrnhuter Brüdergemeine in Fairfield auf Jamaika. In dieser Zeit wurde die Sklaverei auf Jamaika in mehreren Schritten abgeschafft. Nach fünf Jahren an dieser Schule kam Mulgrave in eine Bildungseinrichtung nach Kingston. Nach ihrer Schulzeit arbeitete sie als Lehrerin an einer Schule der Herrnhuter Brüdergemeine in Bethlehem, Jamaika.
1842 lernte Mulgrave George Thompson kennen, der als Kind von Liberia nach Europa gebracht und als erster Afrikaner im Basler Missionshaus zum Missionsgehilfen ausgebildet worden war. Mit zwei anderen Missionaren war er nach Jamaika gefahren, um westindische Christen für die Übersiedelung an die Goldküste zu gewinnen. Die Basler Mission hoffte, Menschen aus der Karibik seien für die Anpassung an die dortigen Bedingungen besser geeignet. Die Fluktuation des Missionspersonals in Afrika war sehr hoch, was überwiegend mit dem Klima und den Krankheiten, vor allem Malaria, zusammenhing. Nicht wenige Europäerinnen und Europäer starben schon nach kurzer Zeit im Missionsdienst.

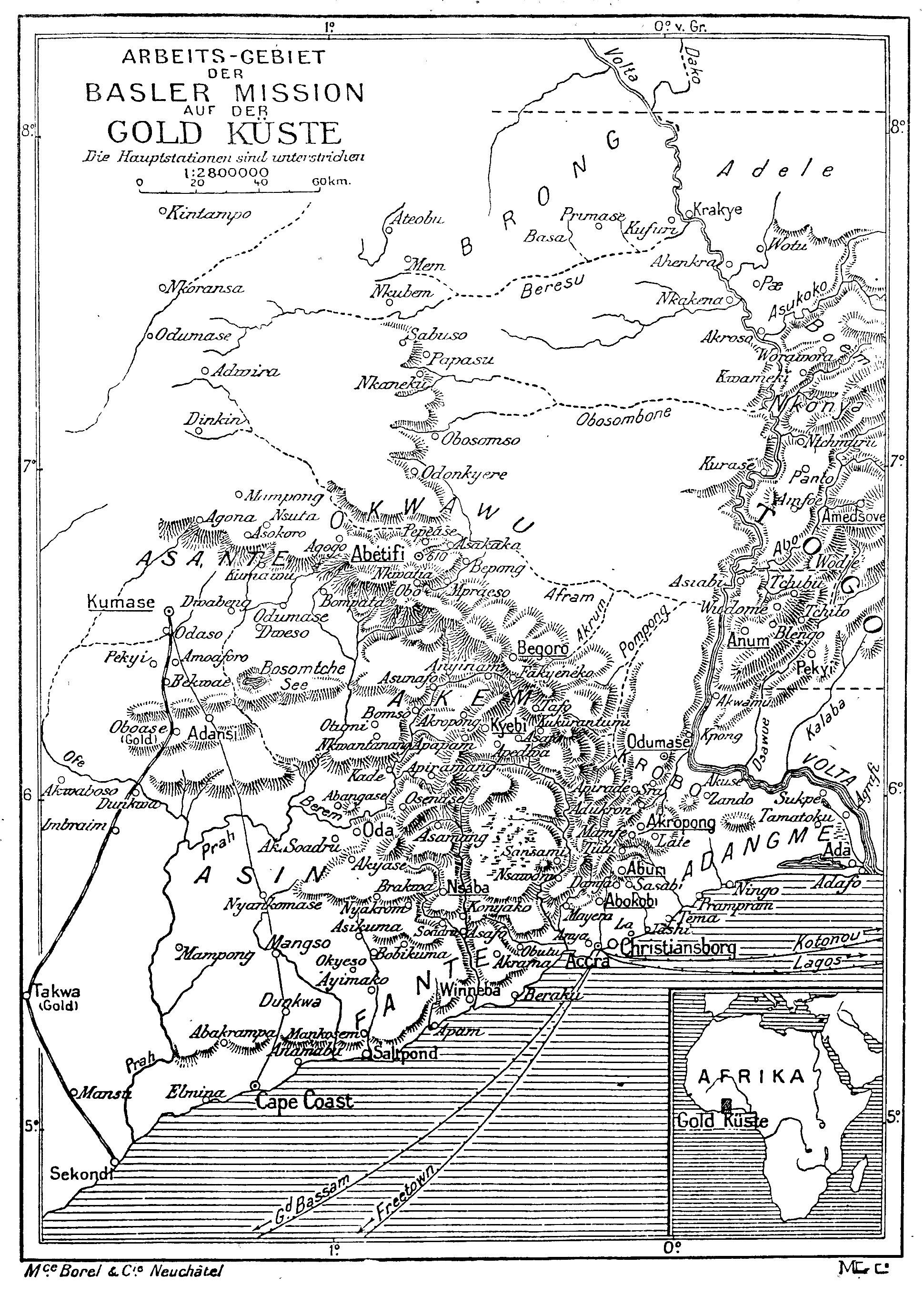
Arbeitsgebiet der Basler Mission an der Goldküste

Die Basler Mission genehmigte die Ehe zwischen Mulgrave und Thompson, und die junge Frau kam 1843 mit einer Gruppe von 25 Freiwilligen von den Westindischen Inseln an die Goldküste. Dort sollten sie den Kern neu entstehender christlicher Gemeinden bilden. Da sie bereits Christen waren, galten sie nicht als Konvertiten und durften daher diese Aufgabe übernehmen. Mulgrave war eine begabte Lehrerin, die erste der Basler Mission an der Goldküste. Schnell lernte sie die Landessprache Ga und unterrichtete in ihr an der Mädchenschule der Mission, die sie bereits 1843 ins Leben gerufen hatte.
Mulgraves Aktivitäten beschränkten sich nicht auf die Tätigkeit an der Schule. 1848 hatte sie damit begonnen, einer Gruppe von Frauen und Mädchen religiösen Unterricht zu geben und gleichzeitig durch die regelmäßigen Zusammenkünfte den Zusammenhalt zu stärken. Außerdem bildete sie die junge Regina Hesse, die aus einer Familie an der Küste stammte, zur Lehrerin aus und behandelte sie wie ihre Tochter.
Thomson beging mehrfach Ehebruch, sodass sich Mulgrave 1849 mit Unterstützung der Missionare von einem Vertreter der dänischen Regierung von ihm scheiden ließ. Die Basler Mission bezahlte ihre Angestellten generell schlecht, alleinstehende Lehrerinnen noch schlechter. Mulgrave musste nun mit ihrem Gehalt allein sich und die beiden Kinder ernähren, was ihr kaum gelang. Einige Monate nach der Scheidung setzten sich die Missionare bei der Leitung in Basel dafür ein, Mulgrave ihre Schulden bei der Mission zu erlassen, da die Lehrerin das Geld für notwendige Anschaffungen gebraucht habe und zur Rückzahlung nicht in der Lage sei.
Im April 1850 kam der Missionar Johannes Zimmermann auf der Missionsstation an. Am 5. Juni 1851 heirateten Mulgrave und er in Christiansborg. Damit brachen sie alle Regeln der Kommission der Basler Mission: Weder holte Zimmermann vorher eine Heiratsgenehmigung ein noch bat er die Kommission, seine Braut zu akzeptieren. Zimmermann entschuldigte sich in einem Brief an die Basler Zentrale. Er argumentierte mit Mulgraves Situation als alleinerziehende Mutter, stellte sich als ihr Befreier dar und beschrieb seine Sehnsucht nach einem eigenen Haushalt. Da die Kommission bereits jeden aus ihrer Sicht zu engen Kontakt zwischen den Ethnien in der Mission strikt ablehnte, war ihr Verbot von sexuellem Kontakt oder gar Heirat unumstößlich. Zimmermann musste mit seiner Entfernung aus dem Missionsdienst rechnen. Nur widerwillig erkannte die Mission die Ehe zwischen Mulgrave und Zimmermann mit verhältnismäßig geringen Auflagen an: Zimmermann durfte sich nicht mehr als europäischer Bürger sehen und Mulgrave und ihre Kinder sollten sich keine Hoffnung darauf machen, jemals nach Europa reisen zu dürfen. Später wurden diese Auflagen jedoch zurückgenommen. Die Begründungen für diese außergewöhnlich milde Entscheidung zielten darauf ab, diese Ehe als Einzelfall darzustellen, um sich vor Nachahmern zu schützen. Nach einhelliger Meinung der Missionare der Goldküste war Mulgrave für die Missionsarbeit an der Goldküste unersetzlich. In einem Brief an die Kommission führte Zimmermann als Motiv für die Heirat an, Mulgrave habe überlegt, zur methodistischen Mission zu wechseln, die in Konkurrenz zur Basler Mission stand. Die Kommission rechtfertigte ihre milde Entscheidung der Missionsöffentlichkeit gegenüber dann auch mit Mulgraves Bedeutung für die Mission und argumentierte, Zimmermann habe nicht aus eigenem Interesse gehandelt, sondern zum Wohle der Mission. Außerdem hob sie hervor, dass Mulgrave nicht etwa erst kürzlich konvertiert sei, ja, dass sie gar nicht aus Afrika stamme, also nach dem Verständnis der Kommission kein „einfaches Mädchen vom Lande“ (simple village girl) war und damit als wesentlich „kultivierter“ galt als die westafrikanischen Frauen.
Nach der Heirat blieb Mulgrave Schulleiterin. Regina Hesse und ein junger Euroafrikaner wurden in den gemeinsamen Haushalt aufgenommen. Alle unterstützten Zimmermann bei seinen linguistischen Arbeiten. 1852 gründete Zimmermann in Christiansborg ein Seminar für die Ausbildung in der Katechese und in der Schulpädagogik, und Mulgrave übernahm die Leitung des dazugehörigen Internats. Sie hatte nun nicht nur den großen Missionshaushalt zu versorgen, sondern auch die Seminarschüler, und 1852 kam mit der Geburt der Tochter Johanna noch ein Kind dazu. 1854 übernahm Mulgrave auch noch die Leitung einer Frauengebetsgruppe. 1858 kam das dritte Kind von Mulgrave und Zimmermann zur Welt, die Tochter Augusta Amalia.
1860 wurden die Zimmermanns nach Odumase versetzt. Mulgrave war dort ein Beispiel für den christlichen Lebensstil und gab auch praktische Kenntnisse wie etwa zur Essigherstellung oder zur Herstellung von Mehl und Seife aus Stärke weiter. Die Missionsstation wich insofern von anderen in der Region ab, als es keinen deutlichen räumlichen Abstand zwischen der einheimischen Siedlung und dem Missionshaus mit der christlichen Gemeinde gab. Dies passte nicht in das Denken der aus Basel neu Ankommenden, da in Europa mehr und mehr der Unterschied zwischen der europäischen und der afrikanischen Bevölkerung betont wurde. Das Ehepaar Mulgrave-Zimmermann legte auch die Kleidungskonventionen auf seine Weise aus: Mulgrave war auch dann europäisch angezogen, wenn sie im Hinterland unterwegs war, während Zimmermann immer die traditionellen afrikanischen Sandalen und ein Bastkäppchen trug. Schon ab den 1860er Jahren hatte das Komitee in Basel darauf gedrungen, dass Zimmermann nach Basel zurückkommen solle, um dort wieder vertrauter mit den europäischen Denken zu werden; er hatte sich wohl nach Meinung der Leitung zu sehr der afrikanischen Kultur und Bevölkerung angenähert. In Europa hatte sich das Denken in dieser Hinsicht seit der Heirat von Mulgrave und Zimmermann stark in eine eurozentrische Richtung bewegt.
Erst 1872 kam Zimmermann dem Wunsch der Zentrale nach und die ganze Familie reiste in die Schweiz. Die Rückkehr an die Goldküste erfolgte 1876 an den Einsatzort Abokobi, doch Zimmermann war nicht bei guter Gesundheit und es trat keine Besserung ein. Mulgrave und Zimmermann konnten in seinen Herkunftsort Gerlingen übersiedeln, als Zimmermann den Dienst für die Mission erfüllt hatte. Nach seinem Tod 1876 kehrte Mulgrave mit den jüngeren Kindern nach Afrika zurück. Sie machte weiterhin Hausbesuche, unterrichtete und gewann Menschen für das Christentum. Mulgrave starb 1891.

### Rolle in der Basler Mission
Da Mulgrave ebenso wie Johannes Zimmermann für die Organisation sehr wichtig war, konnten sie sich Abweichungen von der offiziellen Linie zwar erlauben, waren aber immer auch in einer Grenzsituation. Dies begann bereits mit der Eheschließung ohne Genehmigung der Basler Leitung. Die Ehe wurde zwar nachträglich anerkannt, aber das führte nicht zu einer generellen Veränderung der Einstellung der Kommission zum Kontakt zwischen den Ethnien oder zu den Heiratsregeln. Bei ähnlichen Heiratskonstellationen wie bei Mulgrave und Zimmermann stand die Kommission nämlich vor der Schwierigkeit zu verhindern, dass aus dem Präzedenzfall abgeleitet wurde, dass sie der persönlichen Entscheidung Vorrang vor den Richtlinien der Basler Mission einräumte. Als Gegenmaßnahme verstärkte sie in den folgenden Jahren ihre Haltung gegen Ehen zwischen Schwarzen und Weißen.
Mulgrave wurde wegen ihrer Frömmigkeit, ihrer Sanftmütigkeit und ihrer Selbstaufopferung für die Mission „spirituelle Mutter“ bezeichnet und als Lehrerin, Schulleiterin und Katechetin zur weiblichen Ikone der Mission stilisiert. Ihr Lebensstil wurde wegweisend für christliches Frauenleben an der Goldküste.

### Familie

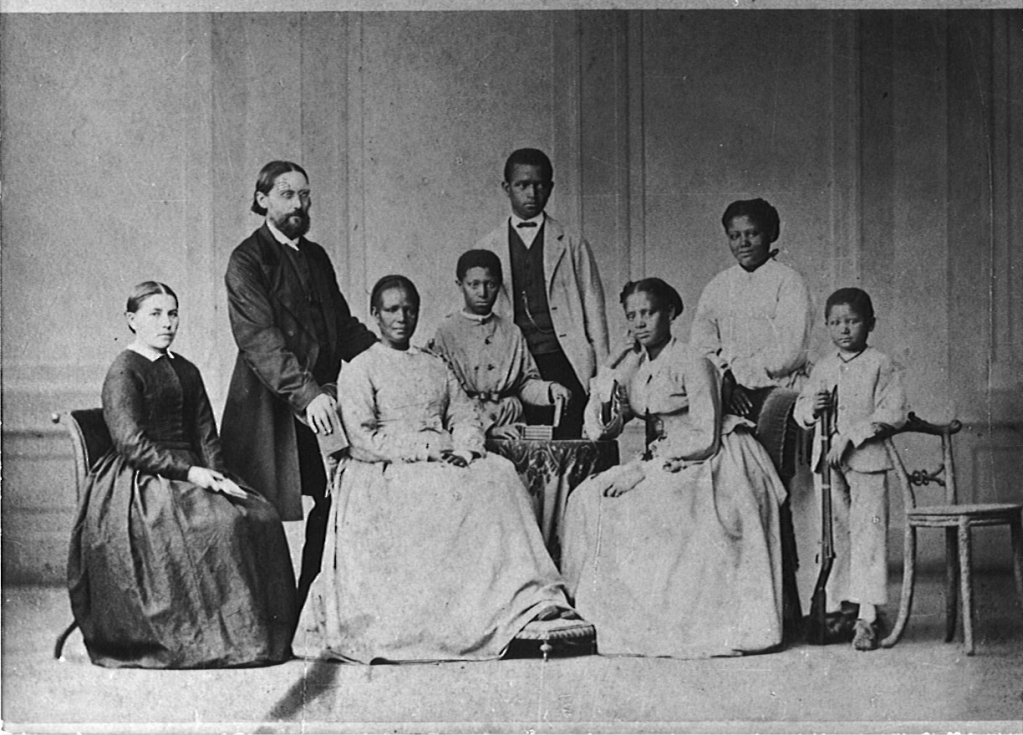
Catherine Mulgrave-Zimmermann mit der Familie aus ihrer zweiten Ehe, 1873

Mit Thompson hatte Catherine Elizabeth Mulgrave-Thompson zwei Kinder. Die Tochter Rose Thomson heiratete später den Pfarrer Augustus Hesse. Ihr Sohn George wurde 1846 geboren. Das Paar Mulgrave-Zimmermann hatte fünf Kinder: Gottfried, geboren 1861 in Odumase; Johannes, geboren 1854; Johanna, geboren 1852; Auguste, geboren 1858 in Christiansborg; und Christoph 1866.
Bei der nachträglichen Genehmigung der Heirat der beiden hatte das Missionskomitee klargestellt, dass Mulgrave und ihre Kinder sich keine Hoffnung darauf machen sollten, jemals nach Europa reisen zu dürfen. Doch in späteren Jahren erreichte Zimmermann, dass die gemeinsamen Kinder in Basel zur Schule gehen konnten, wie es bei Nachkommen von Missionaren üblich war.
Ihr Sohn Gottfried trat später in die Dienste der Basler Mission. Die Tochter Auguste schloss ihre Ausbildung in Württemberg ab und arbeitete ab 1877 als Lehrerin an der Aburi Girls' Boarding School. In den Verzeichnissen bis 1881 wird sie als Ortslehrkraft geführt, ab 1882 aber als europäische Lehrerin. Die ambivalente Haltung der Basler Mission gegenüber Catherine Mulgrave übertrug sich also auch auf ihre Tochter. Von einigen europäischen Missionaren wurde sie mit offener Herablassung behandelt, von anderen aber mit großer Wertschätzung für ihr Engagement für Bildung und Erziehung und ihre Arbeitshaltung. Dieses Beispiel zeigt, dass sie zwar auf organisatorischer Ebene sehr wohl gleichzeitig einheimische Lehrerin und europäische Missionarin sein konnte, aber auf theoretisch-begrifflicher Ebene stellten sie und andere Kinder aus europäisch-afrikanischen Verbindungen wie die zwischen Regina Hesse und Hermann Ludwig Rottmann die Basler Mission vor Probleme; dies ist im Zusammenhang mit einem stark wachsenden Eurozentrismus in Europa zu sehen. Auguste Zimmermann war zweimal mit Angehörigen der Handelsorganisation der Basler Mission verheiratet, ebenso wie die Töchter von Regina Rottmann-Hesse. Dort waren die Standards weniger streng als in der Basler Mission selbst.